# Dynamite!
Dynamite! è la terza ed ultima collaborazione discografica fra o due gruppi della Motown: le Supremes ed i Four Tops, pubblicato dall'etichetta nel dicembre 1971.

## Tracce
1. It's Impossible (Perry Como/New Birth)
2. The Bigger You Love (The Harder You Fall)
3. Hello Stranger (Barbara Lewis)
4. Love the One You're With (Stephen Stills/Isley Brothers)
5. Good Lovin' Ain't Easy to Come By (Marvin Gaye/Tammi Terrell)
6. Melodie
7. If (Bread)
8. If I Could Build My Whole World Around You (Marvin Gaye/Tammi Terrell)
9. Don't Let Me Lose This Dream (Aretha Franklin/The Ones)
10. Do You Love Me Just a Little, Honey (Gladys Knight and the Pips)

## Classifiche
| Classifica                      | Posizione più alta |
| ------------------------------- | ------------------ |
| U.S. Billboard 200              | 160                |
| U.S. Billboard R&B Albums Chart | 21                 |